# Atli Pætursson Dam

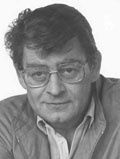
Atli Dam

Atli Pætursson Dam, oder Atli Dam (* 12. September 1932 in Tvøroyri, Färöer; † 7. Februar 2005 in Tórshavn) war ein färöischer Politiker (Javnaðarflokkurin).
Er war insgesamt 16 Jahre Ministerpräsident der Färöer und 21 Jahre lang Parteivorsitzender des sozialdemokratischen Javnaðarflokkurin.

## Ausbildung und Beruf
1964 beendete Atli Dam seine Ausbildung zum Maschinenbauingenieur (cand. polyt.). Bis 1970 arbeitete er als Ingenieur beim dänischen Unternehmen Haldor Topsøe.

### Politik
Atli Dam wurde 1970 als Abgeordneter für die Sozialdemokraten erstmals ins färöische Parlament gewählt und war von März bis Dezember 1970 Minister für Fischerei in der färöischen Landesregierung von Ministerpräsident Kristian Djurhuus.
Im Dezember 1970 wurde Atli Dam erstmals Ministerpräsident der Färöer und konnte sich bis 1981 in diesem Amt halten. Eine weitere Amtszeit währte von 1985 bis 1989 und seine dritte von 1991 bis 1993. Er schied aus gesundheitlichen Gründen zugunsten seiner Nachfolgerin Marita Petersen aus dem Amt.
Gleichzeitig war er von 1970 bis 1994 Løgtingsabgeordneter (1970–1990 für den Wahlkreis Suðuroy und 1990–94 für Südstreymoy) und einer der beiden färöischen Vertreter im dänischen Folketing von 1990 bis 1994. Im Nordischen Rat vertrat er sein Land von 1989 bis 1991.
Von 1972 bis 1993 war er auch Vorsitzender der färöischen Sozialdemokraten und zählte, wie schon sein Vater, zu den Schwergewichten der färöischen Politik.
Atli Dam galt als besonders geschickter Verhandlungspartner. Zu seinen größten politischen Erfolgen wird die Übertragung der Kompetenz über die färöischen Bodenschätze 1992 vom damaligen dänischen Staatsminister Poul Schlüter an die färöische Autonomieregierung gerechnet. Damit besitzen die Färöer z. B. die Verfügungsgewalt über die im Landsockel vermuteten Erdölfelder – einem Wirtschaftszweig, der bei Erfolg der Bohrungen (Stand: Juli 2006) zur wirtschaftlichen Unabhängigkeit seines Landes von Dänemark führen könnte.

## Familie
Atli Dam war der Sohn von Petur Mohr Dam und Sigrid Ragnhild (geborene Strøm aus Trongisvágur). Er war zunächst mit Ása Hátún (* 1932) verheiratet, von der er sich jedoch Mitte der 1960er Jahre trennte. Aus dieser Ehe stammt die Tochter Helena Dam á Neystabø (* 1955), mehrmalige Ministerin in der Landesregierung, die seit vielen Jahren eine wesentliche Rolle in der färöischen Politik spielt. Er heiratete später Oddvør Sólva Kára Hovgaard (* 1941) aus Hov, Suðuroy.
Seine Nichte Rigmor Dam ist seit September 2015 Kulturministerin der Färöer.
Der färöische Musiker und Schauspieler Dánjal Dam á Neystabø ist sein Enkel.